# 艾昂 (葡萄牙)
艾昂是葡萄牙波尔图区的一个堂区。总面积2.89平方公里，总人口908人，人口密度314.2人/平方公里。